# 哈里·格拉斯
哈里·格拉斯（德語：Harry Glaß，1930年10月11日—1997年12月13日），德国男子跳台滑雪运动员。他曾代表德国联队参加1956年冬季奥林匹克运动会跳台滑雪比赛，获得男子个人高台铜牌。